# Frankfort (hrabstwo Marathon)
Frankfort – miasto w Stanach Zjednoczonych, w stanie Wisconsin, w hrabstwie Marathon.